# جان فرانسوا بيدينيك
جان فرانسوا بيدينيك (بالفرنسية: Jean-François Bédénik)‏ (مواليد 20 نوفمبر 1978 في سيكلين - فرنسا) لاعب كرة قدم فرنسي يلعب حاليا لصالح نادي الدرجة الأولى بولوني الفرنسي منذ 2007 في مركز حارس مرمى .

## روابط خارجية
- جان فرانسوا بيدينيك على موقع قاعدة بيانات كرة القدم.إي يو (الإنجليزية)
- جان فرانسوا بيدينيك على موقع ليكيب (الفرنسية)
- جان فرانسوا بيدينيك على موقع Soccerway.com (الإنجليزية)
- جان فرانسوا بيدينيك على موقع كووورة